# Callipurbeckiidae
I callipurbeckiidi (Callipurbeckiidae) sono un gruppo di pesci ossei estinti, appartenenti ai semionotiformi. Vissero tra il Triassico superiore e il Cretaceo inferiore (circa 228 - 113 milioni di anni fa) e i loro resti fossili sono stati ritrovati in Europa, Nordamerica e Africa.

## Descrizione
Questi pesci possedevano un corpo robusto, una testa allungata e un muso appuntito. Gli occhi potevano essere grandi o piccoli a seconda delle varie forme, così come la pinna dorsale poteva essere piccola e appuntita o lunga e dotata di una base larga. L'osso parietale era piccolo ed era lungo meno di un terzo dell'osso frontale. Il subopercolare, un osso posto nella parte esterna della copertura delle branchie, aveva una grossa escrescenza. La linea laterale raggiungeva la zona degli occhi. Il supracleitro, un osso del cinto pettorale, si articolava con l'osso temporale mediante una superficie articolare concava. Tutti i callipurbeckiidi tranne le forme basali Paralepidotus e Semiolepis erano dotati di alcune file di denti lungo la cresta tra le superfici laterali e branchiali dell'opercolo, e di un'articolazione rostro-caudale delle scaglie con processi dorsali anteriori e ventrali ben sviluppati.

## Classificazione

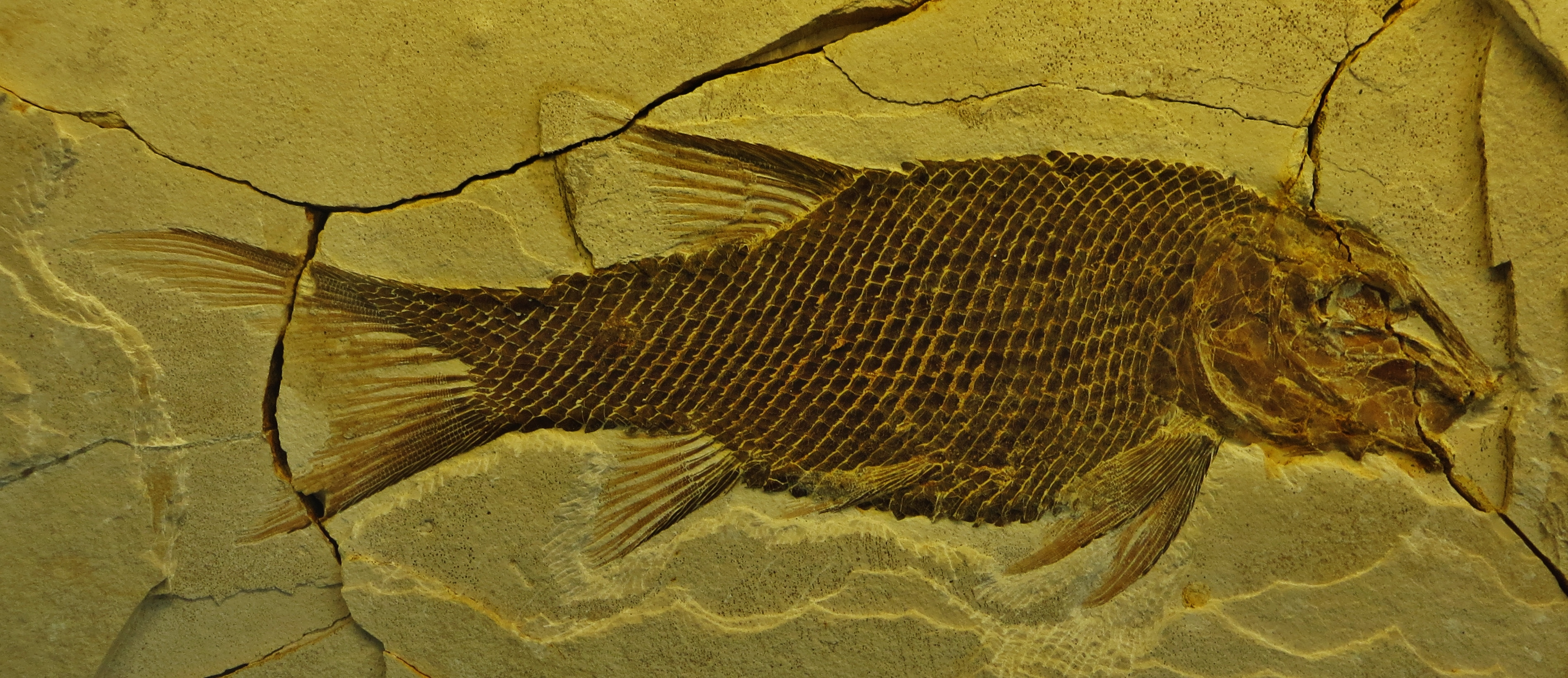
Fossile di Macrosemimimus fegerti

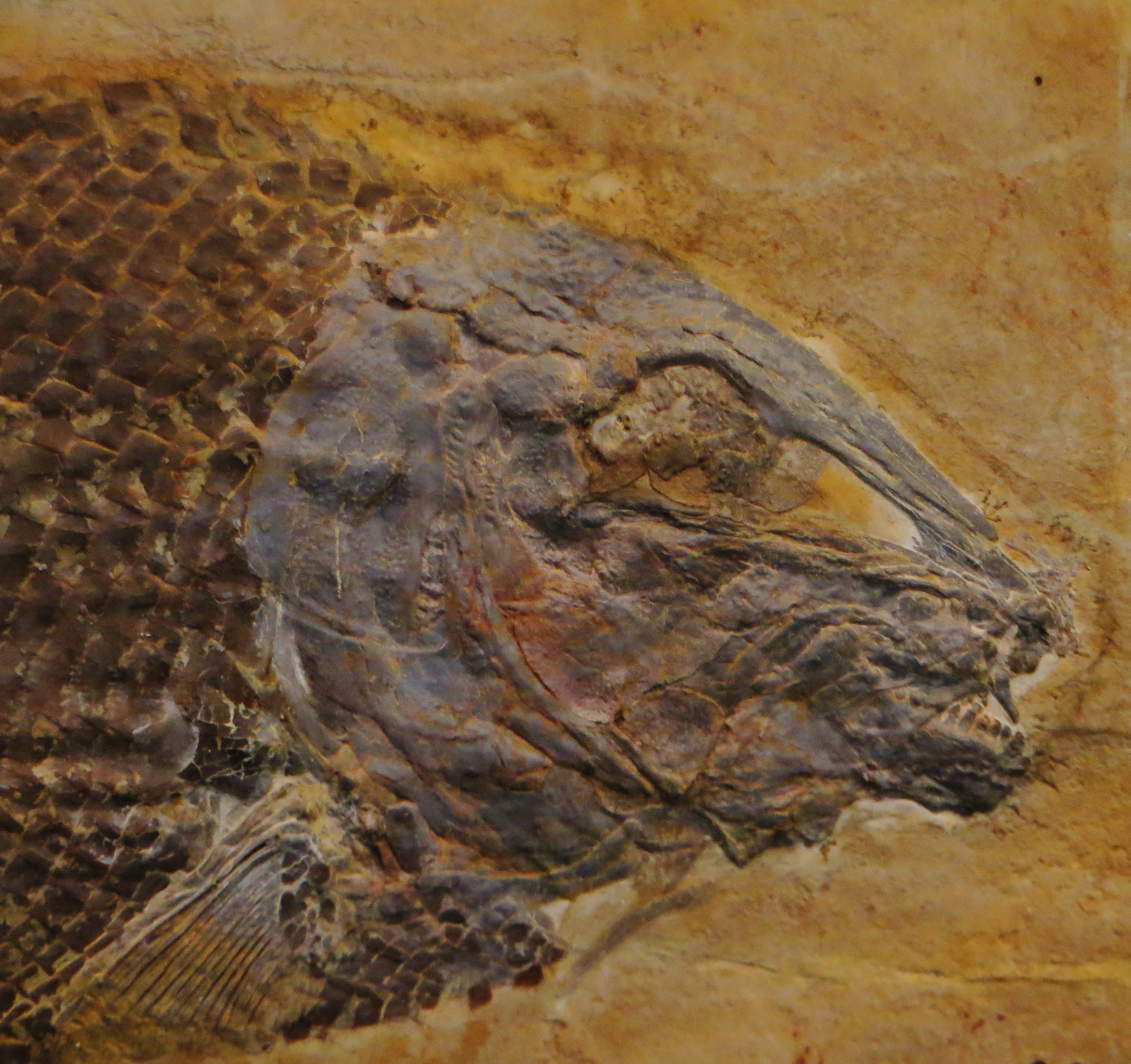
Fossile del cranio di Occitanichthys canjuersensis

La famiglia Callipurbeckiidae venne istituita da Adriana Lopez-Arbarello nel 2012 per accogliere alcune forme di pesci ossei estinti, vissuti tra il Triassico e il Cretaceo, strettamente imparentati con Semionotus e i macrosemiidi.
- Famiglia †Callipurbeckiidae López-Arbarello 2012 [Paralepidotidae Hadding 1919 ex Lund 1920]
  - †Occitanichthys López-Arbarello & Wencker 2016
  - †Semiolepis Lombardo & Tintori 2008
  - †Paralepidotus Stolley 1919
  - †Macrosemimimus Schröder, López-Arbarello & Ebert 2012
  - †Tlayuamichin López-Arbarello & Alvarado-Ortega 2011
  - †Callipurbeckia López-Arbarello 2012